# عبد الله بن عمر الشاطري
عبد الله بن عمر الشاطري (1290 - 1361 هـ) أستاذ وواعظ ومصلح اجتماعي أحد أعيان وعلماء مدينة تريم. قضى حياته في طلب العلم وإفادة الطلاب والعمل في رباط العلم بتريم والقيام بالدعوة محتسبا لوجه الله تعالى وتخرج على يديه علماء أعلام من مختلف أصقاع الأرض. وله ديوان شعر مطبوع ورسائل في القواعد النحوية وغيرها.

## نسبه
عبد الله بن عمر بن أحمد بن عمر بن أحمد بن عمر بن أحمد بن علي بن حسين بن محمد بن أحمد بن عمر بن علوي الشاطري بن علي بن أحمد بن محمد أسد الله بن حسن الترابي بن علي بن الفقيه المقدم محمد بن علي بن محمد صاحب مرباط بن علي خالع قسم بن علوي بن محمد بن علوي بن عبيد الله بن أحمد المهاجر بن عيسى بن محمد النقيب بن علي العريضي بن جعفر الصادق بن محمد الباقر بن علي زين العابدين بن الحسين السبط بن علي بن أبي طالب، وعلي زوج فاطمة بنت محمد ﷺ.
فهو الحفيد 34 لرسول الله محمد ﷺ في سلسلة نسبه.

## مولده ونشأته
ولد بتريم في شهر رمضان سنة 1290 هـ ووالدته نور بنت عمر بن عبد الله بن شهاب الدين. تدرج في الحياة تحت رعايات والده، وعلى علماء تريم وأئمتها وشيوخها المرشدين محصولاته الشرعية والعلمية وتربيته الدينية والصوفية. حيث درس القراءة والكتابة بكُتَّاب بارشيد على المعلمين محمد بن سليمان باحرمي وابنه عبد الرحمن، ثم لازم غيرهما من علماء تريم، فقرأ في التفسير والحديث والفقه والتصوف وعلوم اللغة العربية وغيرها. ثم رحل إلى مدينة سيئون، ومكث برباطها نحو أربعة أشهر، وأخذ عن من فيها من العلماء، ثم عاد إلى وطنه تريم، ولم يزل مواصلا جِدّه واجتهاده في طلب العلوم، واستظهر متونا عديدة، من أكبرها متن «الإرشاد» الذي بلغ في حفظه إلى باب الشُفعة.

## شيوخه
تلقى عن أكابر شيوخ زمانه منهم:
| - عبد الرحمن بن محمد المشهور - عمر بن حسن الحداد - علوي بن عبد الرحمن المشهور - محمد بن حامد السقاف | - أحمد بن محمد الكاف - شيخ بن عيدروس العيدروس - عبد الله بن علوي الحبشي - علي بن عبد الرحمن المشهور | - أحمد بن عبد الله الخطيب - علي بن محمد الحبشي - عيدروس بن عمر الحبشي - حسين بن محمد الحبشي | - أحمد بن حسن العطاس - محمد سعيد بابصيل - عمر بن أبي بكر باجنيد - أبو بكر بن محمد شطا |

## تلاميذه
تلقى عنه الكثرة الكاثرة من الطلبة وتخرجوا على يديه علماء لهم في مجال العلم والدعوة جولات، وهم من مختلف الأقطار والمدن والقرى، منهم:
| - ابنه محمد المهدي بن عبد الله الشاطري - علوي بن عبد الله بن شهاب الدين - حسن بن عبد الرحمن الكاف - أحمد بن عمر الشاطري - محمد بن أحمد الشاطري | - جعفر بن أحمد العيدروس - حامد بن محمد السري - عبد الرحمن بن حامد السري - محمد بن سالم بن حفيظ - علوي بن أبي بكر خرد | - علي بن محمد بن يحيى - محمد بن هاشم بن طاهر - حسن بن إسماعيل الحامد - عبد الله بن عبد الرحمن ابن الشيخ أبي بكر بن سالم - محفوظ بن سالم بن عثمان | - فضل بن عبد الله بارجاء - محمد بن سالم البيحاني - محمد بن عبد الله الهدار - محمد بن عوض بافضل - محمد بن علي باحنان |

## أعماله
سافر بمعية والده عام 1310 هـ إلى مكة للحج ومكث هناك لطلب العلم، وأخذ عن كثير من علمائها، وكان يحدث عن نفسه أيام طلبه للعلم بمكة بأن نومه كان لا يزيد على ساعتين بين الليل والنهار، وأنه كان يتلقى بين الليل والنهار ثلاثة عشر درسا في التفسير والحديث والفقه والبلاغة والمنطق والقراءات والفلك وعلوم اللغة العربية وغيرها من العلوم ويطالع لها كلها. ثم عاد إلى تريم عام 1314 هـ، وإثر عودته من الحجاز انتدب للتدريس في رباط تريم ثم تولى بعد والده شؤون الرباط إداريا. وكان هو ومعاونوه على نهج من تقدمهم من شيوخ العلم في التبرع بالتدريس مجانا لوجه الله فلا يستلمون ما هو مقرر لهم من الرواتب ليحول ذلك لمصالح الطلبة وإعاشتهم. وقد تخرج على يديه أكثر من 10000 من العلماء وطلاب العلم من أنحاء البلدان في الجنوب العربي واليمن وأفريقيا والهند والشرق الأقصى وغيرها كما هو مدون في سجلات رباط تريم.
وقام بإصلاحات عامة منها قيامه في تخفيض مهور القبائل البدوية من الحموم وغيرها، حيث مكث بينهم هو وأبو بكر بن أحمد الخطيب، ونجحوا في مهمتهم وإصلاحهم ودعوتهم إلى الخير، وكان كثيرا ما يستدعي سلطان تريم محسن بن غالب الكثيري ويوجهه للعمل لإزالة المنكرات.
وكانت سيرته وطريقته هي طريقة أسلافه، مقتديا بهم في أقواله وأفعاله، وكان شديد النكير على كل من يخالف السلف في سلوكه أو لباسه، وعلى كل من يخوض فيما جرى بين أصحاب رسول الله، أو سب أحدا منهم. ولقد عزم على الاشتغال بتأليف بعض الكتب والفتاوى، فنهاه شيخه أحمد بن حسن العطاس، وقال له: "ألّف علماء يؤلفون الكتب" أو ما معناه كما اشتهر ذلك عنه.

## مؤلفاته
من أهم مؤلفاته:
| - «العقود اللؤلؤية في علم العربية» | - مجموع يتضمن بعض كلامه في الوعظ والإرشاد - ديوان شعر |

## وفاته
توفي بتريم ليلة السبت في التاسع والعشرين من شهر جمادى الأولى سنة 1361 هـ، وفي مقبرة زنبل حيث مقابر أهله مدفنه، وقد رثاه جمع من العلماء والشعراء من تلاميذه وغيرهم كما امتدحه في حياته كثيرون بقصائدهم البليغة.

### استشهادات
1. ↑  السقاف، عبد الرحمن بن عبيد الله (2005). إدام القوت في ذكر بلدان حضرموت. جدة، السعودية: دار المنهاج. ص. 901.
2. ↑  السقاف، عبد الله بن محمد (1934). تاريخ الشعراء الحضرميين. القاهرة، مصر: مطبعة حجازي. ج. الخامس. ص. 147.
3. ↑  العيدروس، علي بن محمد (2004). العود الحسن العاطري في ذكر بعض أخبار السيد العلامة الحسن بن عبد الله الشاطري (PDF). دار الإمام الغزالي. ص. 7.
4. 1 2  الهدار، حسين بن محمد (1999). هداية الأخيار في سيرة الداعي إلى الله محمد الهدار (PDF). صنعاء، اليمن: دار الكتب الوطنية. ص. 131.
5. ↑  "نبذة عن رباط تريم". رباط تريم.
6. ↑  المشهور، عبد الرحمن بن محمد (1984). شمس الظهيرة (PDF). جدة، السعودية: عالم المعرفة. ج. الثاني. ص. 453. مؤرشف من الأصل (PDF) في 2020-05-01.
7. ↑  الشاطري، سالم بن عبد الله (2001). نيل المقصود في مشروعية زيارة نبي الله هود. دار الإمام الغزالي. ص. 105.
8. ↑  "العقود اللؤلؤية في علم العربية". دار البيروتي.
9. ↑  الشاطري، عبد الله بن عمر. ديوان الشاطري (PDF).
10. ↑  القضماني، محمد ياسر (2014). السادة آل باعلوي وغيض من فيض أقوالهم الشريفة وأحوالهم المنيفة. دمشق، سوريا: دار نور الصباح. ص. 181.

## وصلات خارجية
- قصائد الشاعر عبد الله بن عمر الشاطري - ديوان.